# Tulungagung (kabupatenhuvudort i Indonesien)
Tulungagung är en kabupatenhuvudort i Indonesien.   Den ligger i provinsen Jawa Timur, i den västra delen av landet, 600 km öster om huvudstaden Jakarta. Tulungagung ligger 89 meter över havet och antalet invånare är 65 262.
Terrängen runt Tulungagung är huvudsakligen platt, men söderut är den kuperad.Runt Tulungagung är det tätbefolkat, med 683 invånare per kvadratkilometer. Närmaste större samhälle är Kedungwaru, 1,6 km öster om Tulungagung. Omgivningarna runt Tulungagung är en mosaik av jordbruksmark och naturlig växtlighet.